# Muliaage
Il Muliaage o Muliaa’ge (in maldiviano : މުލިއާގެ [muliˈəːɡe]) è la residenza ufficiale del Presidente della Repubblica delle Maldive.

## Storia
Il Muliaage è situato nel centro storico di Malé, in prossimità della tomba di Abu al Barakat Yusuf al Barbari, il portatore dell'islam nella regione, fondatore della seconda moschea di Malé, quella per il sultano Iskandhar, del cimitero dei sultani e del Munnaru, un minareto costruito nel 1675.
Quasi tutti i presidenti maldiviani vi hanno abitato, ad eccezione di Maumoon Abdul Gayoom, che si stabilì a Theemuge, sede della Corte Suprema delle Maldive.